# السيخية في سنغافورة

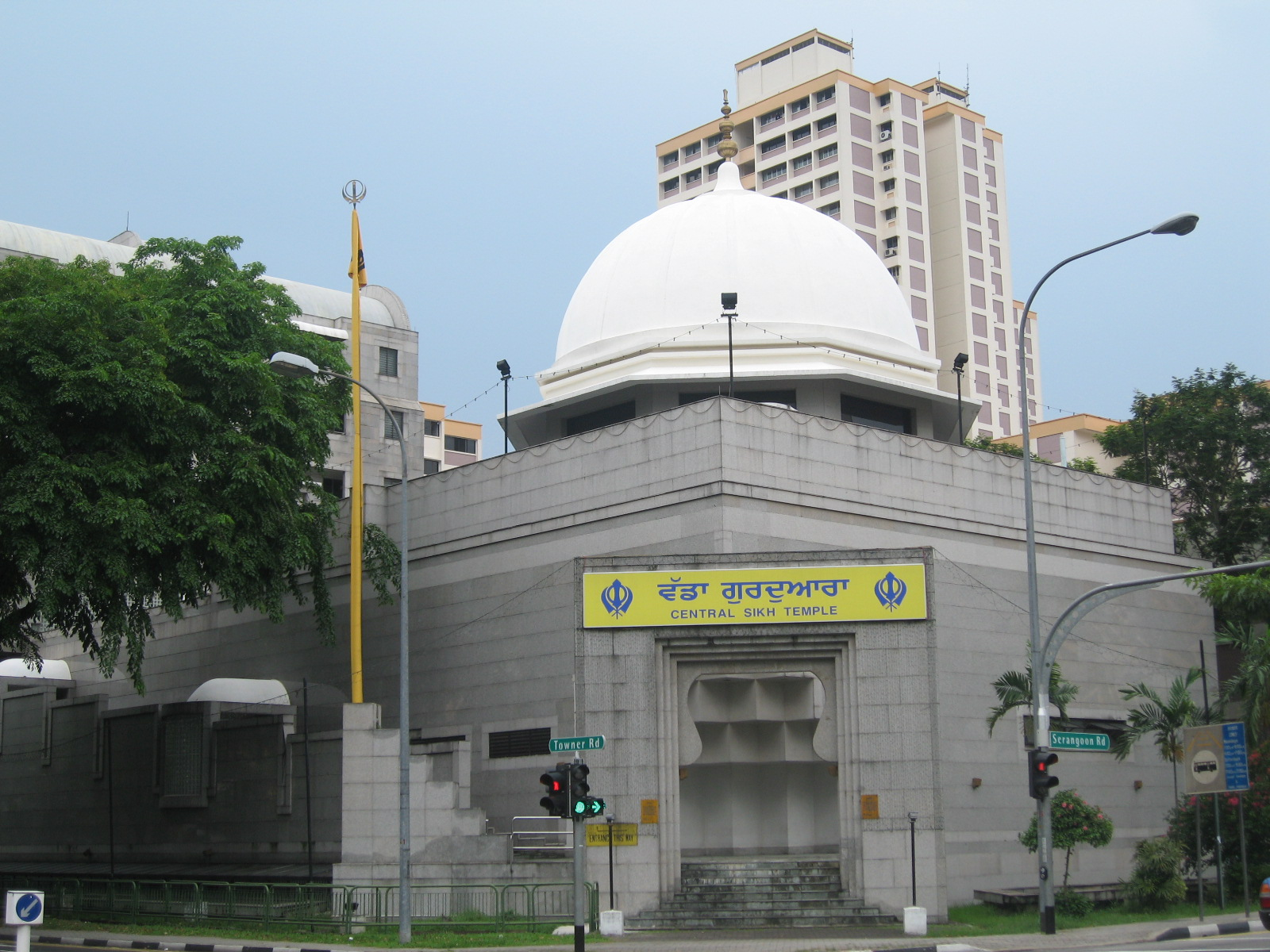
معبد السيخ المركزي في سنغافورة.

تعود أصول الديانة السيخية في سنغافورة إلى الهنود السيخ العاملين مع القوات العسكرية والشرطية للإمبراطورية البريطانية في القرن التاسع عشر. حالياً هناك بين 12,000 إلى 15,000 من السيخ في سنغافورة. تضم البلاد على سبعة معابد سيخة جنباً إلى جنب مؤسسات دعوية وأخرى تقوم بالرعاية الاجتماعية، ومنظمتين للشباب وناديين رياضيين.